# Пондекстер, Кэппи
Кэппи Мэри Пондекстер (англ. Cappie Marie Pondexter; род. 7 января 1983 года в Ошенсайде, Калифорния, США) — американская профессиональная баскетболистка, выступавшая в женской национальной баскетбольной ассоциации. Была выбрана на драфте ВНБА 2006 года в первом раунде под общим вторым номером командой «Финикс Меркури». Играла на позиции разыгрывающего защитника.

## Ранние годы
Кэппи родилась 7 января 1983 года в городе Ошенсайд (штат Калифорния) в семье Лео и Ванессы Пондекстер, у неё есть брат, Рональд, и сестра, Латойя. В детстве её семья переехала в город Чикаго (штат Иллинойс), там она училась в средней школе Джон Маршалл Метрополитан, в которой выступала за местную баскетбольную команду.